# Obléhání Bostonu
Obléhání Bostonu (19. dubna 1775 – 17. března 1776) představovalo úvodní fázi americké revoluční války. Novoanglické milice držely britskou armádu v Bostonu, jenž tehdy ležel na poloostrově, a bránily jí v pohybu. Obě strany během obléhání musely řešit problém s dodávkami materiálu a lidí. Zásobování britské armády bylo odkázáno na přístup k moři. Po jedenácti měsících obléhání Britové opustili Boston a odpluli do Nového Skotska.
Obléhání začalo 19. dubna po bitvách u Lexingtonu a Concordu. Milice z okolních komunit kolonie Massachusetts zablokovaly pozemní přístup k Bostonu. Kontinentální kongres vytvořil z jednotek milicí kontinentální armádu, které velel George Washington. V červnu 1775 Britové po těžkých bojích a s velkými ztrátami dobyli kopce Bunker Hill a Breed's Hill, odkud americká armáda hodlala bombardovat Boston.
V listopadu 1775 poslal Washington tehdy 25letého vojáka, bývalého knihkupce, Henryho Knoxe, aby dopravil k Bostonu těžká děla z pevnosti Ticonderoga. Mezi listopadem 1775 a únorem 1776 plukovník Henry Knox a tým inženýrů převezl na saních 60 tun těžkého dělostřelectva. Převezli je přes zmrzlé řeky Hudson a Connecticut v obtížné a složité operaci a dorazili zpět do Cambridge 24. ledna 1776. V březnu 1776 tato děla posílila opevnění na Dorchester Heights, odkud bylo možno kontrolovat Boston a jeho přístav a ohrožovat britskou zásobovací linii. Britský velitel William Howe viděl britskou pozici jako nebranitelnou a 17. března stáhl své síly z Bostonu do britské pevnosti v Halifaxu v Novém Skotsku.

## Pozadí

Vlajka Grand Union během obléhání Bostonu

V roce 1775 britský parlament uložil americkým koloniím nové daně a dovozní cla vydáním Intolerable Acts. Američané protestovali, argumentovali tím, že nemají v britském parlamentu zastoupení a proto nařízení vydaná parlamentem pro americké kolonie jsou nezákonná. V reakci na Bostonskou čajovou párty a další protesty bylo vysláno do kolonií 4 000 britských vojáků kterým velel generál Thomas Gage. Měli za úkol obsadit Boston a uklidnit situaci v provincii Massachusetts Bay. Gage dostal od parlamentu zmocnění rozpustit místní provinční vládu vedenou Johnem Hancockem a Samuelem Adamsem. Nastalou situaci řešil provinční kongres v Massachutsetts, který byl provizorní vládou vytvořenou v provincii Massachusetts Bay na počátku americké revoluce. (Její vláda nakonec trvala od roku 1774 do roku 1780.) Provinční kongres se rozhodl vyzvat k pohotovosti místní milice a začal koordinovat shromažďování zbraní a dalších vojenských potřeb. Podle podmínek Boston Port Act, který se stal zákonem 31. března 1774, a nabyl účinnosti 1. června 1774 Gage uzavřel bostonský přístav, čímž způsobil velkou nezaměstnanost a nespokojenost. Boston Port Act bylo jedno z pěti opatření dokumentu Intolerable Acts, opatření byla nazývána různě: netolerovatelné akty, represivní akty nebo donucovací akty a dokument byl vydán jako reakce na Bostonskou čajovou párty.
Britové se rozhodli zabavit vojenské zásoby, které byly údajně uložené Massachusettskou milicí v městě Concordu. Díky účinnému získávání zpráv dostaly milice v koloniích informaci včas a ke Concordu dorazily posily. Dne 19. dubna 1775 tak došlo k bitvě o Lexington a Concord. Britové v bitvě neuspěli a navíc v bojích během ústupu do Bostonu utrpěli těžké ztráty. Všechny kolonie Nové Anglie a později i kolonie ležící dále na jih v reakci na tuto bitvu poslaly své milice k Bostonu.

## Obléhání

### Americká strategie

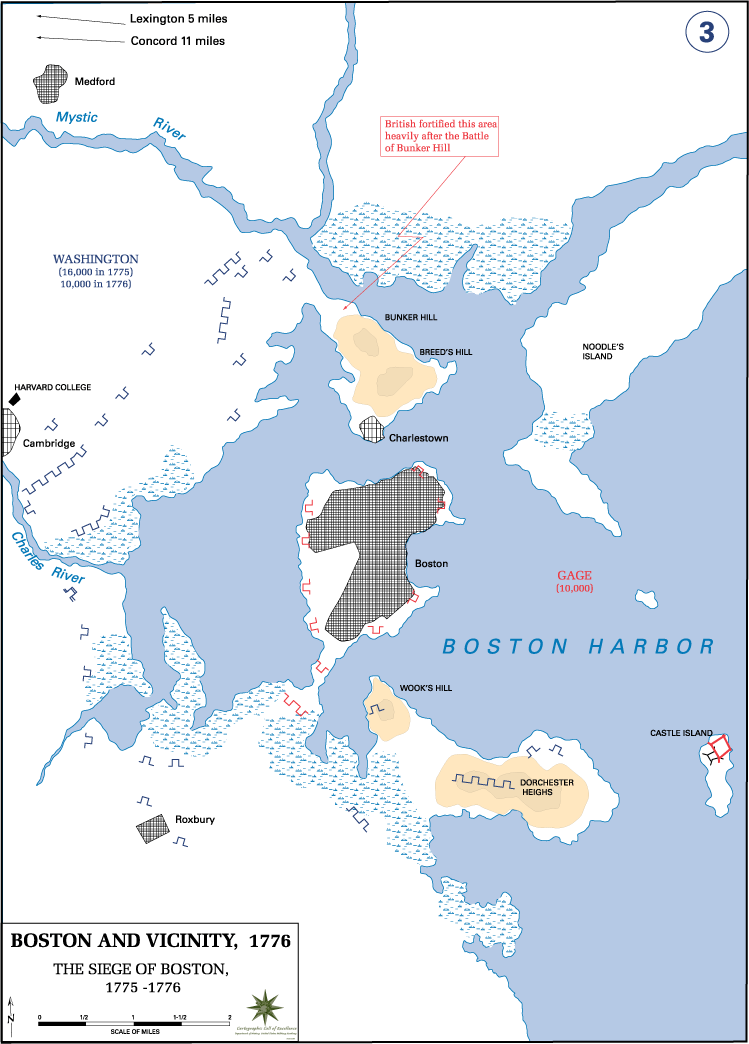
Obléhání Bostonu, 1775–1776

Bezprostředně po bitvě z 19. dubna massachusettská milice pod vedením Williama Heatha, kterého později nahradil generál Artemas Ward, vytvořila linii obléhání od Chelsea, kolem poloostrovů Boston a Charlestown k Roxbury čímž účinně obklíčil Boston ze tří stran. Zvlášť pečlivě zablokoval Charlestown Neck, jediný přístup do Charlestownu a Boston Neck, jediný přístup na poloostrov Boston. Britům zůstal volný přístup do přístavu a na moře. Bezprostředně po vytvoření obléhací linie vzrostla velikost koloniálních sil. Dorazily milice z New Hampshire, Rhode Island a Connecticutu. Generál Gage napsal, jak byl překvapen počtem povstalců obklopujících město: „Povstalci nejsou bezectná chátra, jak mnozí předpokládali, že jsou... Ve všech jejich válkách proti Francouzům nikdy nevykazovali takovou schopnost velení, soustředěnost a vytrvalost jako nyní.“

### Britská strategie
Generál Gage nyní obrátil svou pozornost k upevnění snadno obhájitelných pozic. Na jihu, v Roxbury, Gage nechal zřídit obranné řady s 10 děly. Čtyři kopce kolem byly rychle opevněny, měly být hlavními strategickými body. Tato opevnění byla stále zesilována. Gage se také rozhodl opustit Charlestown a přemístit síly, které ustoupily od Concordu, do Bostonu. Město Charlestown samo bylo zcela neobsazené a stalo se územím nikoho. Dobyté vysoké kopce kolem Charlestownu, Bunker Hill a Breed's Hill, byly ponechány bez obrany, stejně jako výšiny Dorchester Heights. Britové zpočátku velmi omezili pohyb do města a z města. Obléhaní a obléhající nakonec dosáhli neformální dohody umožňující provoz na Boston Nec. Dohoda se netýkala přepravy zbraní. Obyvatelé Bostonu odevzdali armádě téměř 2000 mušket. Většina sympatizantů s kontinentální armádou opustila město. Naopak, mnoho loajalistů podporujících Brity, kteří žili mimo město Boston, opustili své domovy a stáhli se do města. Většina z nich měla pocit, že není bezpečné žít mimo město, protože milice teď měli kontrolu nad krajem. Někteří z mužů se po příjezdu do Bostonu připojili k loyalistickým plukům připojeným k britské armádě.
Protože obležení neblokovalo přístav, město zůstalo otevřené pro královské námořnictvo vedené viceadmirálem Samuelem Gravesem. Vojsko bylo zásobováno z Nového Skotska a jiných míst. Milice mohly udělat jen málo pro zastavení těchto zásilek kvůli námořní nadvládě britské flotily. Američané však přesto byli schopni obtěžovat zásobovací lodě a ceny potravin rychle rostly. Nedostatek jídla se ve městě brzy projevil, denní příděl jídla se snižoval. Američané dostávali informace o dění ve městě od lidí, kteří z Bostonu uprchli. Britové žádnou takovou možnost neměli.

### Rané šarvátky
Dne 3. května provinční kongres Massachusetts pověřil Benedikta Arnolda, aby zorganizoval jednotku pro převzetí pevnosti Ticonderoga poblíž jižního konce jezera Champlain v provincii New York. O pevnosti bylo známo, že jsou tam umístěny těžké zbraně, ale měla být jen lehce bráněna. Arnold dorazil do Castletonu, městě v dnešním Vermontu, tehdy to ovšem bylo sporným územím mezi New Yorkem a New Hampshire. 9. května se k němu připojil Ethan Allen a milice z Connecticutu. Tyto jednotky pod společným vedením Arnolda a Allena zajaly posádky pevnosti Ticonderoga a pevnosti Crown Point a také jedno velké vojenské plavidlo na jezeře Champlain. Získali více než 180 děl, další zbraně a zásoby, které vznikající kontinentální armáda využila při utahování obléhání Britů v Bostonu.

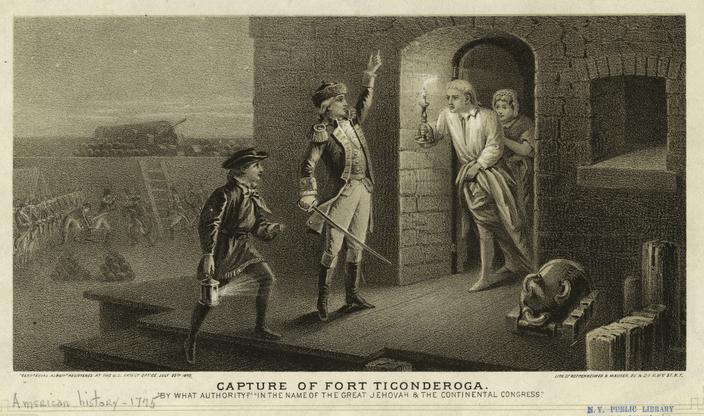
Rytina znázorňující Ethana Allena požadující kapitulaci pevnosti Ticonderoga

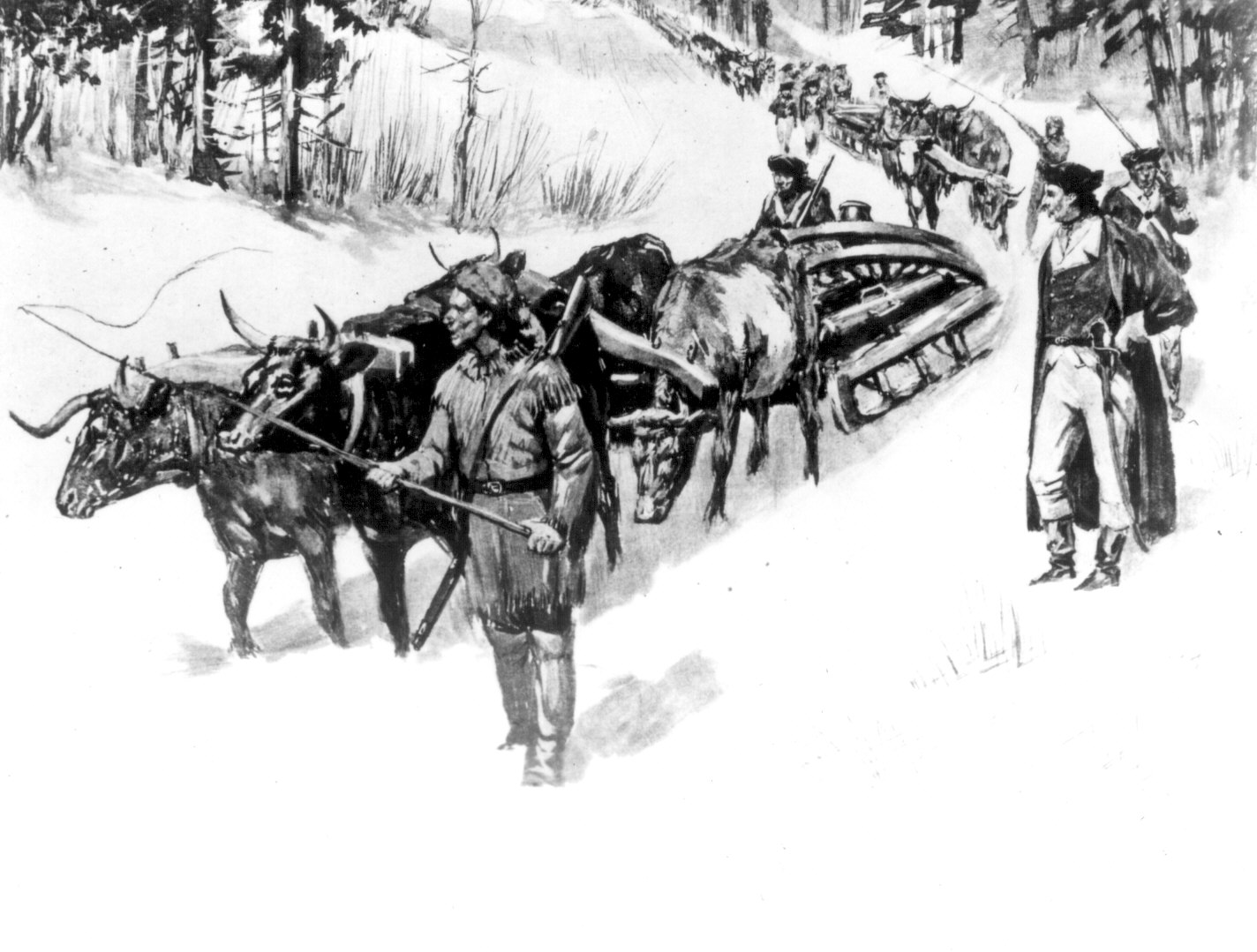
Henry Knox na jeho "noble train", dopravující artilerii do Cambridge

Britům v Bostonu docházely zásoby čerstvého masa a jejich koně potřebovali seno. 21. května Gage nařídil skupině vojáků dorazit na Grape Island a přivézt seno pro koně. Američané si Britů všimli a zorganizovali obranu. Když britská strana dorazila, dostala se pod palbu. Milice zapálily stodolu na ostrově a zničily 80 tun sena. Britové si odvezli pouze zhruba 3 tuny píce. Kontinentální armáda částečně v reakci na incident na Grape Island se snažila vyčistit přístavní ostrovy od všech hospodářských zvířat a zásob užitečných pro Brity. 27. května se v bitvě u Chelsea Creek pokusili britští mariňáci zastavit likvidaci hospodářských zvířat z některých ostrovů. Američané se bránili a během akce britský škuner Diana ztroskotal a byl zničen, ale ne dříve, než Britové vyložili zbraně. Ve snaze potlačit vzpouru vydal Gage 12. června proklamaci, v níž nabídl prominutí trestu všem rebelům s výjimkou Johna Hancocka a Samuela Adamse. Místo toho, aby vzpouru potlačil, vzrostla nenávist mezi patrioty a další lidé se chopili zbraní.

## Breed's Hill

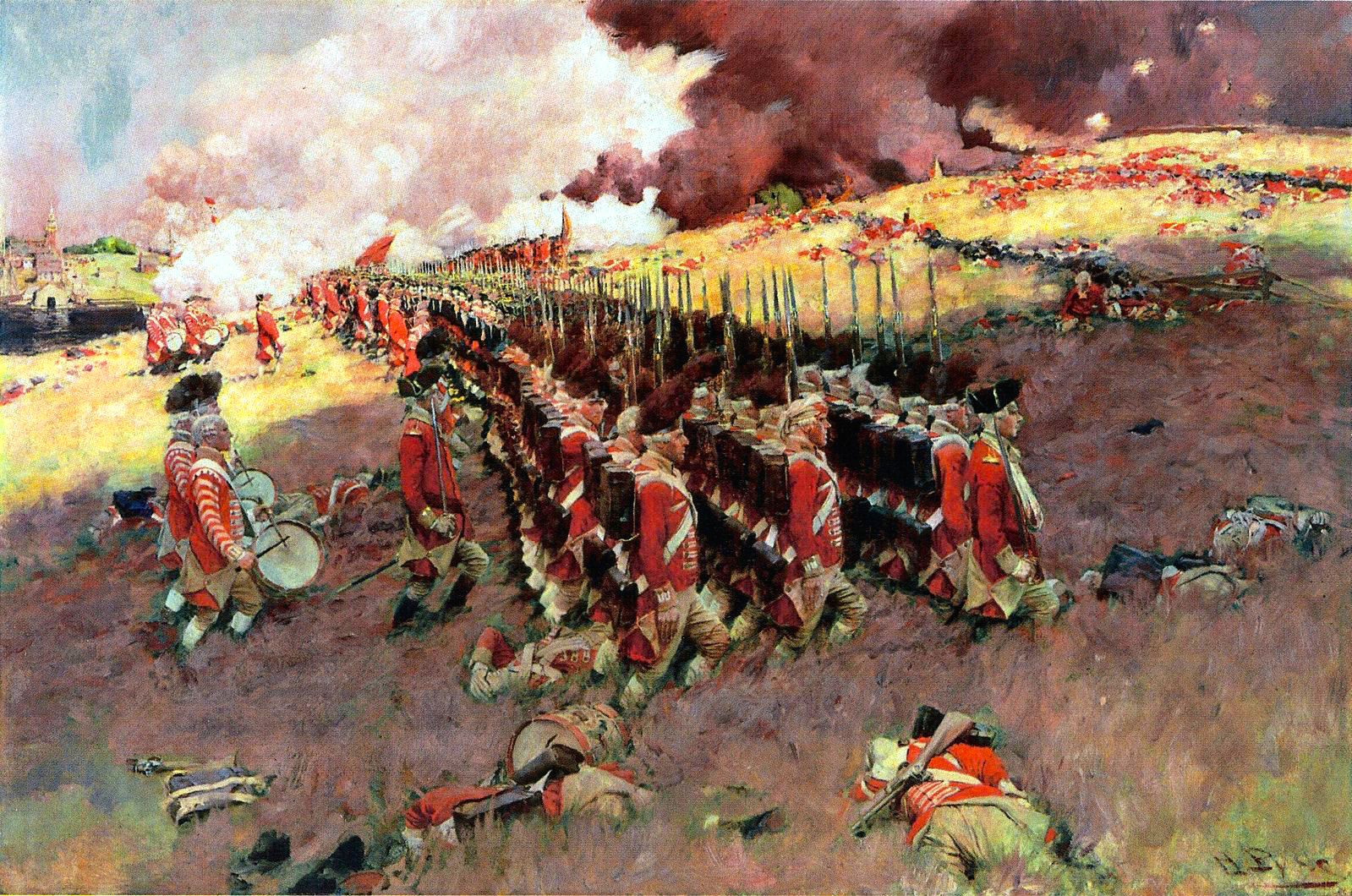
Bitva o Bunker Hill, Howard Pyle, 1897

Po celý květen Britové dostávali posily, dokud nedosáhli síly asi 6 000 mužů. 25. května dorazili na lodi HMS Cerberus tři generálové: William Howe, John Burgoyne a Henry Clinton. Gage začal plánovat výpad z města. Plán, pro který se Britové rozhodli, znamenal opevnění Bunker Hill a Dorchester Heights. Stanovili datum pro dobytí Dorchester Heights na 18. června. Dne 15. června se Committee of Safety (Výbor pro bezpečnost) dozvěděl o britských plánech. Generál Ward dostal rozkaz opevnit Bunker Hill a kopce kolem Charlestownu; akci dostal na starost plukovník William Prescott. V noci 16. června vedl Prescott 1200 mužů na Charlestown Neck a stavěl opevnění na Bunker Hill a Breed's Hill.
Dne 17. června vypukla bitva o Bunker Hill. Generál Howe dobyl poloostrov Charlestown. Britům se podařilo splnit jejich taktický cíl, dostat pod kontrolu kopce na Charlestownském poloostrově, ale utrpěli značné ztráty. Když bylo zabito nebo zraněno asi 1 000 mužů, včetně 92 mrtvých důstojníků, zhodnotili Britové své ztráty jako natolik těžké, že dále nepodnikali žádné přímé útoky na americké síly. Američané sice bitvu prohráli, ale přece jen se s jistým úspěchem postavili proti britské vycvičené armádě. Během střetnutí úspěšně odrazili dva útoky na Breed's Hill. Od tohoto okamžiku se obléhání v podstatě stalo patem.

## Patová situace
Generál George Washington dorazil do Cambridge 2. července. Zřídil své sídlo v domě Benjamina Wadswortha na Harvard College. Následující den převzal velení nově vytvořené kontinentální armády. Stále přicházely další síly a zásoby, včetně množství pušek z míst tak vzdálených jako Maryland a Virginie. Washington začal pracovat na formování milic do útvaru podobnějšího armádě, na jmenování vyšších důstojníků (kde si milice obvykle volily své vůdce) a zavádění dalších organizačních a disciplinárních opatření. Washington požadoval, aby důstojníci různých funkcí nosili různé uniformy aby se odlišili od podřízených a nadřízených. Dne 16. července přestěhoval své sídlo do John Vassall House, také v Cambridge, dům se později stal známým jako dům Henryho Wadswortha Longfellowa. Koncem července dorazilo do jednotek vyrůstajících v Pensylvánii, Marylandu a Virginii asi 2 000 střelců. Tyto síly byly použity k posílení obléhání.

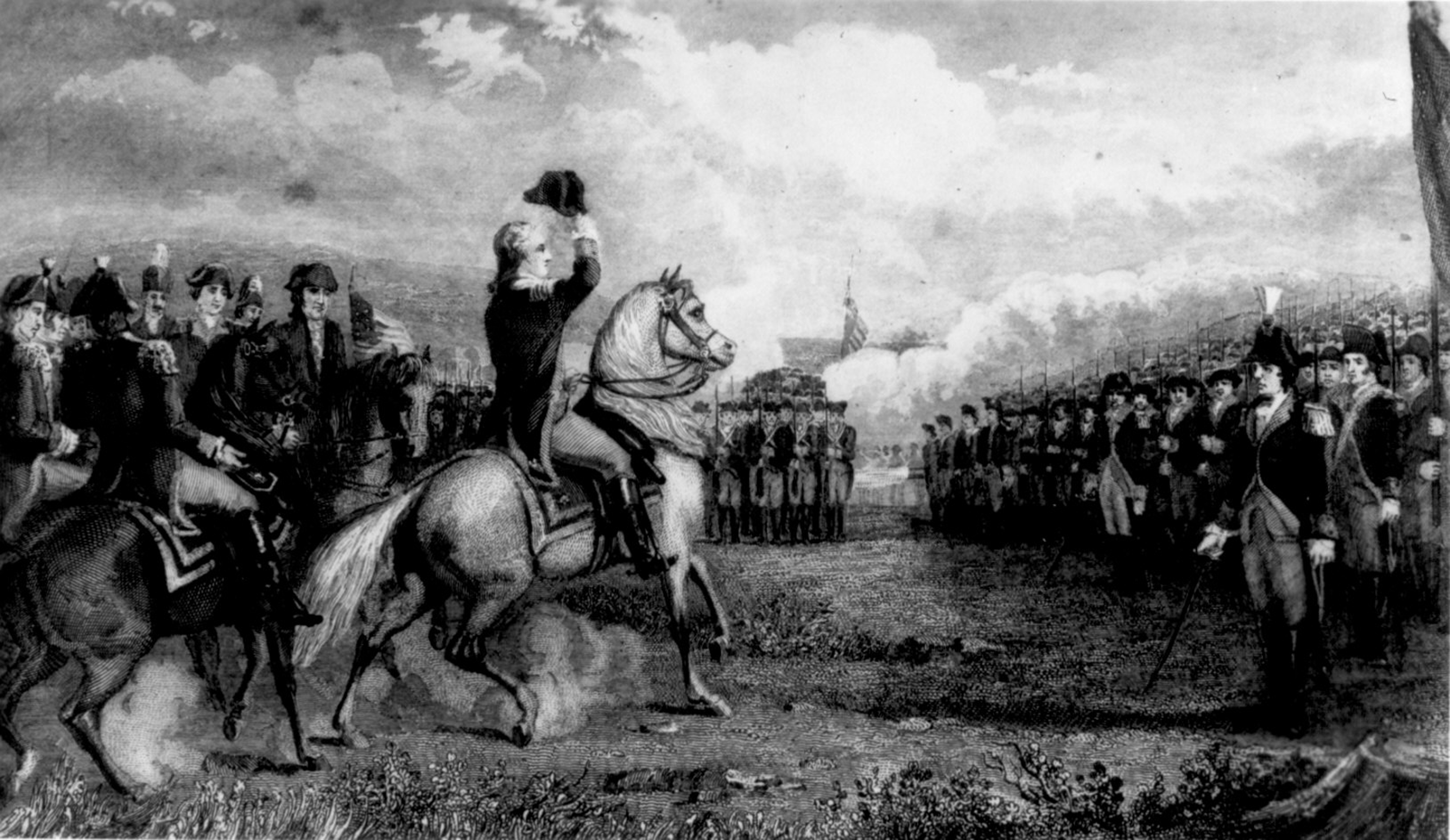
George Washington přebírá velení nad armádou, 1775

Washington také nařídil zlepšení obrany. Na Boston Neck byly vykopány zákopy směrem k Bostonu. Tyto činnosti však měly na obléhanou britskou armádu malý vliv. Dne 30. července v odvetu za americký útok Britové spálili část domů v Roxbury. O čtyři dny později, 2. srpna, byl zabit americký střelec a jeho tělo bylo oběšeno. V odvetě další američtí střelci obsadili linie obléhání a zaútočili na Brity. Útok trval celý den, mnoho Britů bylo zabito či zraněno, jeden muž byl zajat. Dne 30. srpna Britové překvapivě zaútočili na Boston Neck, vypálili hospodu a postoupili až k americkým liniím. Ve stejnou noc zaútočilo 300 Američanů na ostrov Lighthouse Island a vypálilo ho a při ztrátě jednoho muže zabilo 23 Britů. Další srpnovou noc poslal Washington 1200 mužů, aby kopali zákopy na kopci poblíž Charlestown Neck. Přes britské bombardování Američané úspěšně zákopy dokončili.
Na začátku září Washington začal připravovat plány na dva další kroky: první, vyslat 1000 mužů z Bostonu a napadnout Quebec, a druhý, zahájit útok na Boston. Washington usoudil, že si může dovolit poslat část armády do Quebeku, protože měl informace od britských dezertérů a amerických špionů, že Britové nemají v úmyslu zahájit útok z Bostonu, dokud jim nedorazí posily. 11. září odešlo do Quebeku asi 1100 vojáků pod velením Benedikta Arnolda. Washington svolal válečnou radu a objasnil své důvody pro útok na Boston po zemi i z moře. Hodlal převézt muže přes zátoku Back Bay na lodích s plochým dnem, které pojaly 50 mužů. Věřil, že bude extrémně obtížné udržet muže pohromadě, až přijde zima. Ve válečné radě byl plán jednomyslně zamítnut a rozhodnutí zaútočit bylo odloženo „alespoň prozatím“.

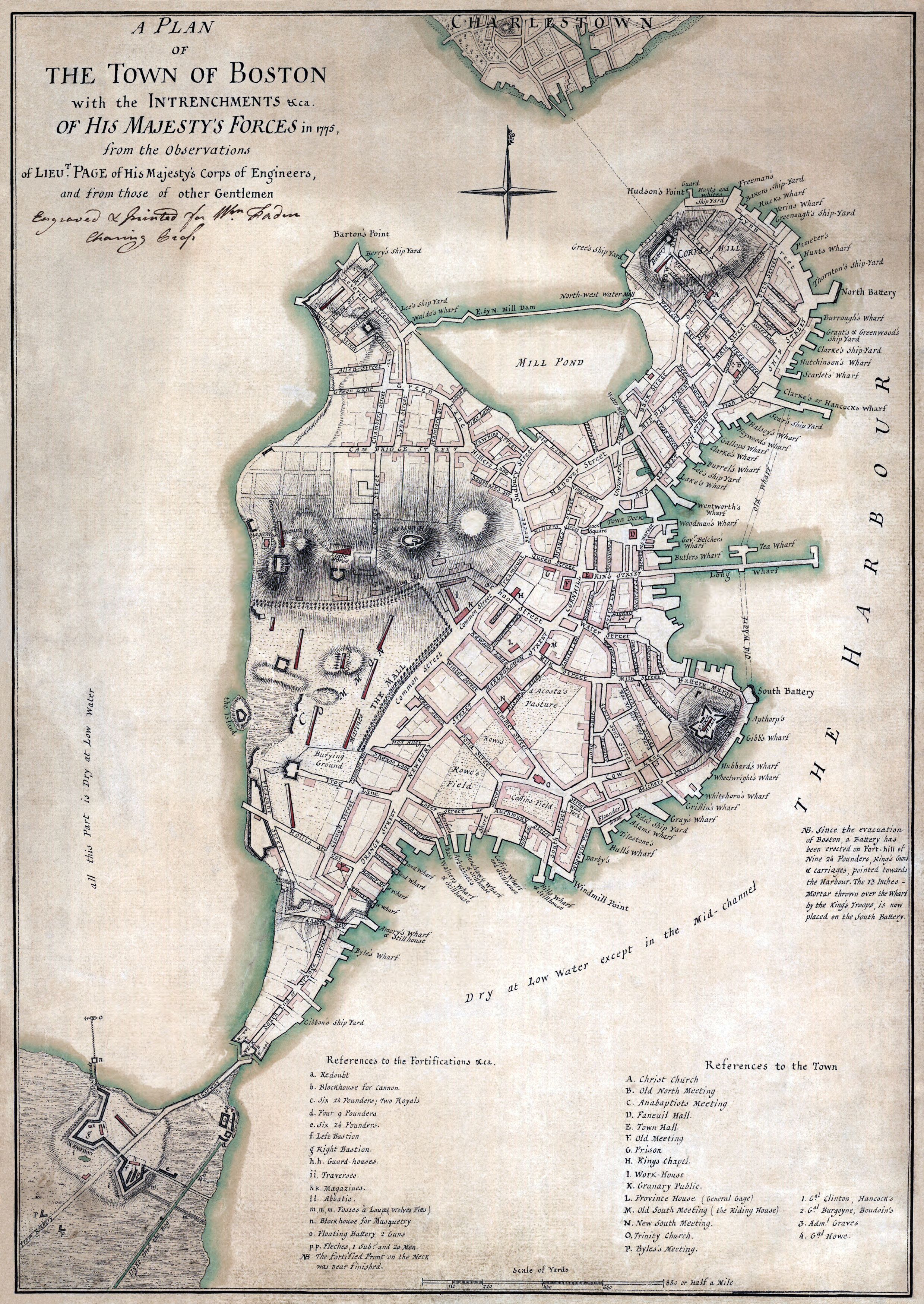
Britská obrana Bostonu, 1775

Počátkem září Washington povolil zabavování místních rybářských plavidel za účelem shromažďování zpravodajských informací a zákazu dodávek Britům. Tato aktivita byla předchůdcem vzniku amerického námořnictva, které bylo založeno v důsledku britského útoku zápalnými střelami na Falmouth (dnešní Portland, Maine). Provinční vlády Connecticutu a Rhode Islandu začaly vyzbrojovat lodě a školit posádky.
Na začátku listopadu odešlo 400 britských vojáků do Lechmere's Point s úmyslem útočit, ale hlavně získat nějakou potravu. Získali 10 kusů skotu, ale ztratili dva životy v potyčce s koloniálními jednotkami vyslanými na obranu Lechmere's Point. Dne 29. listopadu, koloniální kapitán John Manley, velící škuneru Lee, získal jednu z nejcennějších trofejí obléhání, britskou brigantinu Nancy, těsně před přístavem Boston Harbor. Brigantina vezla velkou zásobu munice a dalších vojenských zásob určených pro britské jednotky v Bostonu.
S blížící se zimou obě strany čelily vlastním problémům. Američané měli takový nedostatek střelného prachu, že vojáci dostali bajonety, aby mohli bojovat v případě britského útoku. Mnoho amerických vojáků zůstalo bez žoldu a mnoho mužů armádu na konci roku opustilo. Na britské straně generál Howe, který v říjnu vystřídal Gage jako velitele, také čelil různým problémům. Dřevo bylo tak vzácné, že začali kácet stromy a strhávat dřevěné budovy, včetně Old North Meeting House. Navíc zásobování města bylo stále obtížnější kvůli zimním bouřím a vzrůstajícímu počtu rebelů. Britská vojska měla takový hlad, že mnoho z nich bylo připraveno opustit město v čase co nejkratším. Ve městě vypukly kurděje a neštovice. Také Washingtonova armáda čelila problémům s neštovicemi, protože vojáci z venkovských komunit ještě nikdy této nemoci vystaveni nebyli. Washington přesunul infikované vojáky do oddělené nemocnice, byla to jediná dostupná možnost vzhledem k odporu veřejnosti k očkování.
Washington znovu navrhl napadnout Boston v říjnu, ale jeho důstojníci si mysleli, že je nejlepší počkat, až přístav zamrzne. V únoru, když voda mezi Roxbury a Boston Common zamrzla, Washington usoudil, že i přes nedostatek střelného prachu by zkusil rychlý útok přes led, ale jeho důstojníci se proti tomu opět postavili. Washingtonova touha zahájit útok na Boston vzešla z jeho strachu, že mnoho mužů z jeho armády během zimy dezertuje. Věděl jak snadno by v současné situaci Howe dokázal prolomit linie obléhání. Když byl informován, že může věřit Howeově nečinnosti; opustil myšlenku útoku přes zamrzlý kanál, i když nepříliš ochotně, a změnil ho na opatrnější plán, opevnit Dorchester Heights pomocí děl, která dopravil Knox od pevnosti Ticonderoga.
V polovině ledna na příkaz z Londýna vyplul britský generál Henry Clinton (1730–1795) s malou flotilou a 1500 muži. Jejich cílem bylo spojit síly s dalšími vojsky přicházejícími z Evropy a dobýt přístavy v jižních koloniích pro další vojenské operace. Na začátku února britská armáda spálila několik statků v Dorchesteru.

### Opevnění Dorchester Heights
Některá děla z pevnosti Ticonderoga měla větší ráži i dostřel, než měli Američané dříve k dispozici. Byla umístěna do opevnění kolem města a v noci 2. března 1776 Američané začali bombardovat těmito děly Boston. Na to Britové odpověděli svými vlastními děly. Američané pod vedením plukovníka Knoxe pokračovali ve výměně palby s Brity až do 4. března. Střelba způsobila malé škody na obou stranách, i když poškodila domy a zabila některé britské vojáky v Bostonu.
Dne 5. března Washington přesunul přes noc více děl z Ticonderoga spolu s několika tisíci muži, aby obsadil Dorchester Heights, odkud mohl zasáhnout Boston. Byla zima, zem byla zamrzlá, takže kopání zákopů bylo nemožné. Důstojník Rufus Putnam (9. dubna 1738 - 4. května 1824) vypracoval plán na vybudování opevnění Dorchester Heights z těžkých trámů, dopravených přes noc, aniž by to Britové zaznamenali. Generál Howe prý zvolal: „Můj Bože, tito chlapi odvedli za jednu noc více práce, než bych dokázal za tři měsíce udělat já se svou armádou.“ Britská flotila byla v dosahu amerických zbraní z kopců Dorchester Heights a střelba ohrožovala i vojsko ve městě.
Okamžitá reakce Britů byla dvouhodinová dělová palba na Dorchester Heights, která neměla žádný účinek, protože britské zbraně nedosáhly na americké pozice. Po neúspěchu střelby se Howe a jeho důstojníci shodli, že pokud mají udržet Boston, musí být kolonisté z výšin vyhnáni. Plánovali na výšiny zaútočit, nicméně kvůli špatnému počasí se útok nikdy nekonal a Britové se rozhodli místo toho ustoupit.
8. března někteří prominentní bostonští občané poslali Washingtonovi dopis, že Britové nezničí město bude-li jim dovoleno opustit Boston bez obav z útoku. Washington dopis dostal, ale formálně jej odmítl, protože mu nebyl adresován ani jménem ani titulem. Dopis přesto splnil účel, když začala evakuace, nedošlo k americkému útoku, který by bránil britskému odchodu. Dne 9. března, poté co Britové zaznamenali pohyb na kopci Nook's Hill na Dorchesteru, zahájili masivní palbu, která trvala celou noc. Jedna dělová koule zabila čtyři muže, ale to byly veškeré ztráty na životech. Následující den kolonisté vyšli a nasbírali na 700 dělových koulí, které na ně byly vystřeleny.

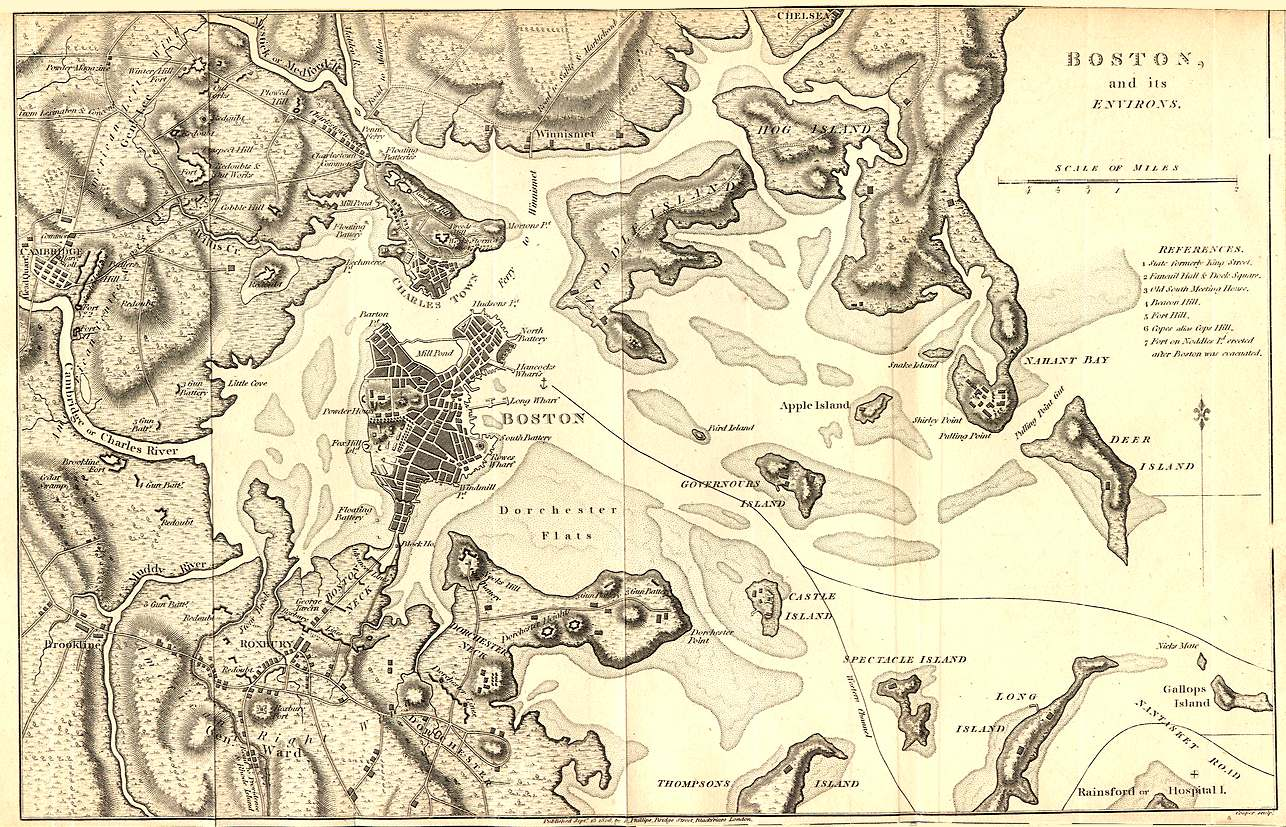
Mapa ukazující Boston a okolí, včetně Bunker Hill, Dorchester Heights a pozice vojska gen. Artemase Warda během obléhání Bostonu. Z "Marshall's Life of Washington" (1806).

## Evakuace
Dne 10. března 1776 generál Howe vydal nařízení, aby obyvatelé Bostonu odevzdali veškeré věci, které by mohli kolonisté použít k pokračování války. Loyalista Crean Brush byl oprávněn tyto věci převzít, za což vydával certifikáty, které byly ve skutečnosti bezcenné. Během příštího týdne dorazila britská flotila do bostonského přístavu a čekala na příznivý vítr, zatímco se loajalisté a britští vojáci naloďovali. Během této doby americké námořnictvo mimo přístav úspěšně zajalo a přesměrovalo do přístavů pod koloniální kontrolou několik britských zásobovacích lodí.
15. března vál konečně příznivý vítr. Než mohli Britové vyplout opět se vítr obrátil. Dne 17. března nastalo konečně vhodné počasí. Vojáci, kteří měli za úkol vypálit město v případě útoku na jejich lodě či v případě jiných nepokojů začali opouštět Boston ve čtyři hodiny ráno a do devíti hodin dopoledne byly všechny lodě připraveny k odplutí. Na 120 britských lodích bylo evakuováno více než 11 000 lidí. Z toho bylo 9 906 britských vojáků, 667 žen a 553 dětí.

## Následky

### Návrat kolonistů do města
Jakmile britská flotila odplula pryč, Američané se přesunuli aby získali zpět Boston a Charlestown. Nejprve si mysleli, že Britové jsou stále na Bunker Hill, ale ukázalo se, že Britové nechali na místě pouze figuríny. Kvůli riziku neštovic do Bostonu pod vedením Artemase Warda pronikli nejprve pouze muži, kteří už neštovice prodělali. Zbytek koloniální armády vstoupil do Bostonu 20. března 1776, jakmile bylo riziko onemocnění posouzeno jako nízké. Generál Washington v zásadě přistoupil k britské hrozbě spálit město a nebránil jejich evakuaci z Bostonu, ovšem opuštění přístavu jim nijak neusnadnil. Nařídil kapitánovi Manleymu, aby útočil na odplouvající britskou flotilu. Útoky byly zčásti úspěšné, mimo jiné byla zajata loď vezoucí Creana Brushe a jeho kořist.
Generál Howe, jehož loďstvo konečně opustilo vnější přístav, zanechal za na místě malý kontingent plavidel, jejichž primárním posláním bylo zachytit jakékoli připlouvající britské lodě. Zatímco jeho flotila mířila do Halifaxu v Novém Skotsku, mnoho lodí s britskými vojáky, které byly původně určené pro Boston, nic netušily a dopluly do přístavu, kde padly do amerického zajetí.
Britská evakuace ukončila hlavní vojenské činnosti v koloniích Nové Anglie. Generál Washington v obavě že Britové zaútočí na New York City, odešel 4. dubna se svou armádou na Manhattan a zahájil vojenské přípravy na obranu New Yorku a New Jersey.

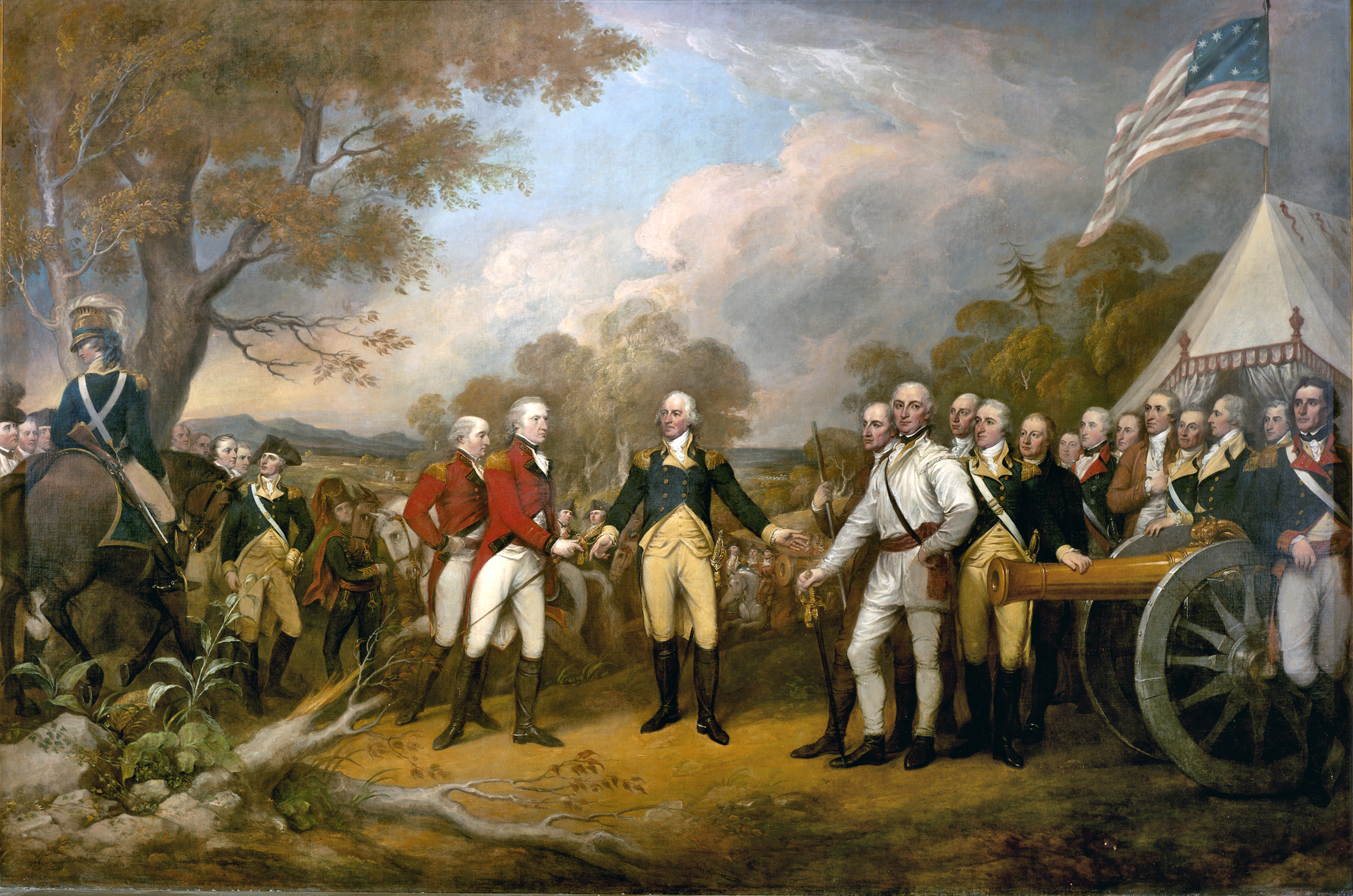
Generál John Burgoyne kapituluje u Saratogy, John Trumbull

## Osud britských generálů
Generál Howe byl v britském tisku a parlamentu přísně kritizován za neúspěchy v boji o Boston, ale zůstal ve vedení další dva roky: bojoval o New York, New Jersey a Filadelfii. Generál Gage nikdy neobdržel další bojový rozkaz. Generál Burgoyne bojoval v bitvě u Saratogy, kde katastrofální porážka Britů znamenala zajetí nejen jeho ale i 7 500 vojáků pod jeho velením. Generál Clinton velel britským silám v Americe čtyři roky (1778–1782).

## Osud loyalistů
S Brity opustilo Boston mnoho loajalistů. Někteří odešli do Anglie, aby tam začali nový život. Někteří z nich se do Ameriky po válce vrátili. Mnozí zůstali v Novém Skotsku a usadili se na místech, jako je Saint John a stali se aktivními v budoucím vývoji Nového Skotska a Nového Brunswicku.

## Osud Bostonu
Po ukončení obléhání přestal Boston být důležitým vojenským cílem, ale nadále byl ústředním bodem pro revoluční aktivity, přičemž jeho přístav byl důležitým místem pro vybavení válečných lodí a soukromých osob. Jeho přední občané měli důležitou roli při vývoji budoucích Spojených států. Boston a další komunitní oblasti slaví 17. březen jako upomínku na obléhání jako Den evakuace.